# New York Knicks 1979-1980
La stagione 1979-80 dei New York Knicks fu la 31ª nella NBA per la franchigia.
I New York Knicks arrivarono terzi nella Atlantic Division della Eastern Conference con un record di 39-43, non qualificandosi per i play-off.

## Roster
| N° | Naz.                   | Ruolo | Sportivo               | Anno | Alt. | Peso |
| -- | ---------------------- | ----- | ---------------------- | ---- | ---- | ---- |
| 13 | Stati Uniti (bandiera) | G     | Ray Williams           | 1954 | 191  | 85   |
| 15 | Stati Uniti (bandiera) | G     | Earl Monroe            | 1944 | 191  | 84   |
| 20 | Stati Uniti (bandiera) | GA    | Micheal Ray Richardson | 1955 | 196  | 86   |
| 23 | Stati Uniti (bandiera) | G     | Geoff Huston           | 1957 | 188  | 79   |
| 25 | Stati Uniti (bandiera) | C     | Bill Cartwright        | 1957 | 216  | 111  |
| 33 | Stati Uniti (bandiera) | GA    | Sly Williams           | 1958 | 201  | 95   |
| 34 | Stati Uniti (bandiera) | G     | Mike Glenn             | 1955 | 188  | 79   |
| 35 | Stati Uniti (bandiera) | G     | Jim Cleamons           | 1949 | 191  | 84   |
| 40 | Stati Uniti (bandiera) | C     | Marvin Webster         | 1952 | 216  | 102  |
| 42 | Stati Uniti (bandiera) | AC    | Larry Demic            | 1957 | 206  | 102  |
| 43 | Stati Uniti (bandiera) | A     | Toby Knight            | 1955 | 206  | 95   |
| 45 | Stati Uniti (bandiera) | A     | Hollis Copeland        | 1955 | 198  | 82   |
| 50 | Stati Uniti (bandiera) | AC    | Joe Meriweather        | 1953 | 208  | 98   |

## Staff tecnico
- Allenatore: Red Holzman
- Vice-allenatori: Butch Beard, Hal Fischer